# Zamarada unisona
Zamarada unisona är en fjärilsart som beskrevs av Fletcher 1974. Zamarada unisona ingår i släktet Zamarada och familjen mätare. Inga underarter finns listade i Catalogue of Life.